# Juan II de Brandeburgo-Stendal
Juan II, margrave de Brandeburgo-Stendal (1237 - 10 de septiembre de 1281) fue cogobernante de Brandeburgo con su hermano Otón "con la flecha" desde 1266 hasta su muerte. También usó el título de señor de Krossen, por una ciudad en la Neumark.

## Biografía

### Cogobierno
Juan II pertenecía a la línea brandeburguesa de la Casa de Ascania y fue el hijo mayor del margrave Juan I y su primera esposa, Sofía de Dinamarca (1217-1247), la hija del rey Valdemar II de Dinamarca y su segunda esposa, Berenguela de Portugal. Puesto que sólo era gobernante conjunto y aparece en primer plano menos a menudo que su hermano, se sabe menos de él que de los otros margraves ascanios de Brandeburgo. En una ocasión en 1269, aparece como uno de los firmantes del tratado de Arnswalde con el duque Mestwin II de Pomerelia. A pesar de todo, es uno de los dos únicos de los co-gobernantes de esta época (siendo el otro Otón IV) a quienes se les dio una estatua en la Siegesallee de Berlín por el káiser Guillermo II.

### Abadía de Chorin
La mayor parte de lo que se sabe sobre Juan II se relaciona con la abadía de Chorin.  Esta era una abadía cisterciense que su padre había fundado en 1258 bajo el nombre de Mariensee, donde pretendía que se enterrase a los margraves de Brandeburgo-Stendel, considerando que la abadía de Lehnin, donde se había enterrado a los margraves anteriores, estaba ubicada en la parte del margraviato que detentaba la línea Brandeburgo-Salzwedel.

#### Castillos ascanios en los terrenos de caza del Schorfheide

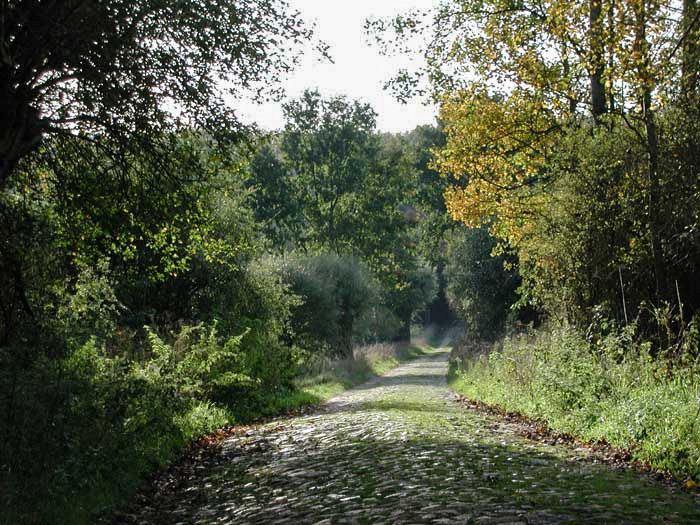
Carretera de 400 años de antigüedad en los terrenos de caza del Schorfheide.

En 1273 los tres hermanos, Otón IV "con la flecha", Juan II y Conrado I (el padre de Valdemar, el último gran margrave de Brandeburgo de la casa de Ascania) emitieron una declaración conjunta confirmando el traslado del monasterio de Mariensee a Chorin. Sus tres sellos muestran la misma imagen de un margrave alzado en armas, con un águila en su escudo y la bandera del margraviato ondeando en su lanza. Sólo difieren en la inscripción, que asocia cada sello con uno de los hermanos.
La escritura fue emitida en el castillo de Werbellin, una localidad en la zona de Schorfheide al oeste del monasterio. En la segunda mitad del siglo XIII, el Schorfheide fue el terreno de caza favorito de los ascanios. Aparte de Werbellin, tuvieron otros dos castillos en esta vasta zona boscosa. El castillo favorito de Otón fue Castillo de Grimnitz en la orilla occidental del lago Grimnitzsee.  Juan II prefirió la casa fortificada en Breden en la orilla sueste del lago Werbellin y el castillo en Werbellin en el extremo meridional del lago.
Los tres castillos habían sido establecidos por Juan I y fueron probablemente destruidos durante el siglo XIV. Las ruinas del castillo de Griminitz aún existen. Se menciona por primera vez en una escritura sellada por Juan II, Otón IV, Conrado I y Enrique I "Sin Tierra" en 1297. En el lugar de la colina del castillo de Werbellin, se alza ahora una torre de observación cerrada. Esta torre fue inaugurada por el príncipe Carlos de Prusia en memoria de los ascanios en 1879.  Wolfganf Erdemann ha sugerido que esta patena fue donada después de la muerte de Juan II por sus hermanos Otón IV y Conrado I: donada a Chorin para conmemorar a los ascanios.  La otra mitad del conjunto eucarístico es un bello cáliz (el cáliz ascanio), que fue probablemente donado en 1266 o 1267 y representa a Juan I y Otón III y sus esposa.
Juan II fue enterrado en la abadía de Chorin en 1281 y su esposa Eduvigis en 1287. La construcción de la abadía no estaba aún terminada por aquel entonces.

### Matrimonio y descendencia
Entre 1258 y 1262, se casó con Eduvigis de Werle (1243-1287), la hija de Nicolás I de Werle y Juta de Anhalt. Tuvieron dos hijos:
- Conrado II (1261-1308)
- Juan (1263-1292), obispo de Havelberg

## Estatua en la Siegesallee

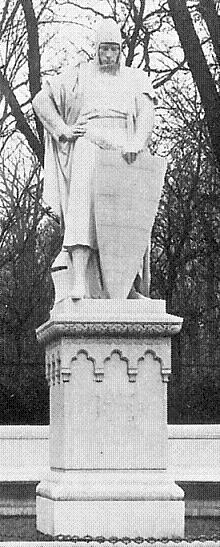
La estatua de Juan II en la Siegesallee

La inclusión de una estatua del sobrino de Juan II Enrique II, que tuvo un papel insignificante en la historia de Brandeburgo, en la colección estatuaria a lo largo de la Siegesallee, fue controvertida y al final su estatua sólo fue aceptada por razones de simetría: el diseño exigía dieciséis grupos escultóricos a ambos lados de la avenida. No parece que se produjera una controversia semejante alrededor de la inclusión del igualmente insignificante gobernador conjunto Juan II. Como contemporáneos típicos y personajes de apoyo distintitvos, cuyos bustos completarían el grupo escultórico de Juan II, la comisión histórica liderada por Reinhold Koser seleccionó al conde Gunter I de Lindow y Ruppin (m. 1284) y Konrad Belitz (m. 1308), un comerciante a larga distancia y un consejero de Berlín.

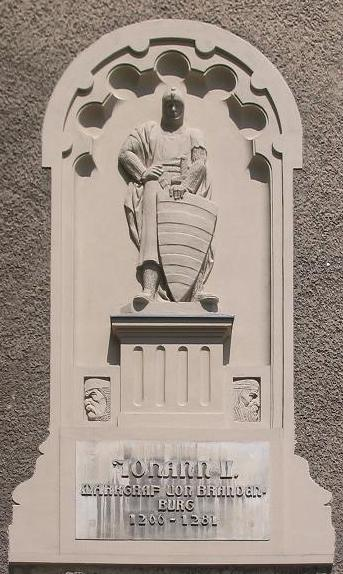
Relieve en Mariendorf por un artista desconocido, según la estatua de la Siegesallee, 1909

El grupo escultórico 6 fue tallado por Reinhold Felderhoff, a quien se le dio libertad artística en el diseño de sus estatuas. No estaba disponible ninguna imagen contemporánea de Juan II. La Chronica Marchionum Brandenburgensium describe a Juan II como de pequeña estatura, capaz y fuerte. Sin embargo, el diseño global de la Siegesallee prescribía una altura uniforme de todas las estatuas. El diseño por el que se decidió Felderhoff, era bastante diferente al arte historicista de los demás grupos escultóricos de la Siegesallee. En lugar de ello, optó por una forma casi moderna. Evitó individualizar su estatua y en lugar de ello creó un arquetipo de guerrero callado y serio. El guerrero mira al suelo y se apoya en un gran escudo portando las armas de la Casa de Ballenstedt — Esico de Ballenstedt está considerado el progenitor de la Casa de Ascania.
El grupo escultórico 6 fue desvelado ceremonialmente el 14 de noviembre de 1900. Entre 1978 y 2009, la estatua de Juan II estuvo guardada en el Lapidarium de Kreuzberg. Desde 2009, ha estado expuesta en la ciudadela de Spandau. Un relieve que copia la estatua de Felderhoff fue creado en 1909 por un artista desconocido. Puede encontrarse en la esquina de Markgrafenstraße y Mariendorfer Damm en el distrito berlinés de Mariendorf.